# تل حطابات (دير حافر)
تل حطابات قرية سوريّة تتبع إداريّاً لمحافظة حلب منطقة دير حافر ناحية رسم حرمل الإمام، بلغ تعداد سكانها 1,254 نسمة حسب التعداد السكاني لعام 2004.